# 1906년
1906년은 월요일로 시작하는 평년이다.

## 연호
- 대한제국(大韓帝國) 광무(光武) 10년
- 청(淸) 광서(光緖) 32년
- 일본(日本) 메이지(明治) 39년
- 응우옌 왕조(阮朝) 타인타이(成泰) 18년

## 기년
- 대한제국(大韓帝國) 고종(高宗) 43년
- 청(淸) 덕종 광서제(德宗 光緖帝) 32년
- 응우옌 왕조(阮朝) 성태제(成泰帝) 18년

## 사건
- 1월 1일 - 독일 제국 장군참모총장 알프레트 폰 슐리펜 노환으로 사임. 후임은 헬무트 폰 몰트케.
- 1월 17일 - 아르망 팔리에르, 프랑스 대통령으로 선출.
- 2월 1일 - 일본 제국, 한성부 왜성대에 통감부 설치.
- 2월 5일 - 아우구스트 랑호프 중장, 핀란드 국무장관대신에 임명
- 2월 10일 - HMS 드레드노트 진수.
- 2월 26일 - 헬싱키 은행강도사건.
- 3월 11일 - 핀란드 체조육상동맹 설립.
- 3월 22일 - SMS 샤른호르스트 진수.
- 4월 9일 - 핀란드 사회민주당, 탐페레에서 제1회 소농총회 개최.
- 4월 1일 -  파주초등학교 개교
- 4월 18일 - 미국 캘리포니아주 샌프란시스코에서 진도 8.3의 대지진이 일어남.
- 4월 20일 - 산테리 알키오, 『일카』지 첫 호 발행.
- 4월 22일 - 아테네 올림픽 개시.
- 5월 1일 - 핀란드 오울루에서 농업동맹 창당. 그달 말 창당한 핀란드 농민당은 10월 말 농업동맹에 합병.
- 5월 10일 - 러시아 황제 니콜라이 2세, 첫 두마 회기 개시. 두마 의원 대부분이 군주제를 반대하자 7월 22일 의회해산.
- 5월 12일 - 요한 빌헬름 스넬만 탄신 100주기를 맞아 핀란드인 100,000 명이 자기 성을 핀란드어식으로 창씨.
- 5월 20일 - 핀란드 스웨덴인당 창당.
- 5월 25일 - 핀란드인 정체성동맹 설립.
- 5월 29일 - 핀란드 국회가 새로운 의회제도를 수용. 기존의 4부 국회가 단원제 의회로 대체됨. 니콜라이 2세는 새 핀란드 의회법을 7월 20일 승인. 남녀 모두에게 보통평등 선거권과 피선거권이 주어짐.
- 7월 10일 - 오울루 수영장 개장.
- 7월 12일 - 드레퓌스 사건 관련 프랑스 최고재판소가 알프레드 드레퓌스에게 무죄 선고.
- 7월 22일 - 니콜라이 2세, 두마 해산.
- 7월 30일 - 비아포리 반란 시작.
- 8월 2일 - 비아포리 반란군 항복. 한편 반란군에 동조한 국민위병들이 하카니에미 폭동을 일으켰으나 진압. 9명 사망.
- 8월 7일 - 대한제국, 만국 적십자 조약에 가입.
- 8월 18일 - 한말 의병장 최익현, 일본군에 잡혀 대마도로 유배.
- 8월 25일 - 러시아 총리 표트르 스톨리핀에 대한 폭살 미수. 주변사람 27명이 사망.
- 9월 2일 - 알래스카 놈에 도착한 로알 아문센, 북서 항로 개척 시작.
- 9월 18일 - 핀란드 국회의 마지막 소집. 이를 끝으로 핀란드 국회는 폐지된다.
- 10월 1일 - 핀란드의 새로운 의회제도와 선거법이 시행.
- 10월 3일 - SOS가 구난 신호가 됨.
- 11월 6일 - 일본, 남만주철도회사 설립.
- 11월 14일 - 독일 국가수상 베른하르트 폰 뷜로프, 의회에 나와 영불 협상에 관해 연설.
- 11월 23일 - 프란츠 요제프 1세, 콘라트 폰 회첸도르프 백작을 오스트리아-헝가리 제국군 군무수반에 임명.
- 12월 ??일
  - 헬싱키 인구가 100,000 명 초과.
  - 핀란드 최초로 구세군 자선냄비가 등장.
- 12월 14일 - 최초의 독일 잠수정 U1호 킬 군항에서 진수

여행비둘기 야생의 마지막 개체가 사냥으로 사망

## 문화
- 8월     - 관립의학교 및 관립 농상공학교 학원 모집 공고 황성신문 각 최종회
- 8월 27일 - 대한제국 관립 농림학교 관제 공포, 보통학교령, 고등학교령 반포.
- 8월 31일 - 관립 의학교 학원 입학시험
- 9월 5일 한성 보성중학교 개교.
- 10월 10일 의명학교 개교.
- 10월 15일 대구 계성학교 문을 열다.
- 10월 - 만주 용정에서 서전서숙 문을 열다.
- 11월 26일 - 이인직 신소설 《혈의 누》 발표.

## 탄생

### 1월
- 1월 6일 - 대한민국의 정치인 이주형. (~?)
- 1월 12일 - 프랑스의 철학자 에마뉘엘 레비나스. (~1995년)
- 1월 13일 - 중국의 경제학자, 언어학자 저우유광. (~2017년)
- 1월 14일 - 대한민국의 정치인 이효상. (~1989년)
- 1월 18일 - 대한민국의 화가 오지호. (~1982년)
- 1월 22일 - 미국의 작가 로버트 하워드. (~1936년)

### 2월
- 2월 4일
  - 미국의 천문학자 클라이드 톰보. (~1997년)
  - 독일의 개신교 신학자 디트리히 본회퍼. (~1945년)
- 2월 7일 - 청나라의 마지막 황제 푸이. (~1967년)
- 2월 16일 - 대한민국의 정치인 최병국. (~1973년)

### 3월
- 3월 19일 - 나치는 독일의 군인 아돌프 아이히만. (~1962년)
- 3월 31일 - 일본의 물리학자 도모나가 신이치로. (~1979년)

### 4월
- 4월 13일 - 프랑스의 소설가, 문학가, 극작가 사뮈엘 베케트. (~1989년)
- 4월 21일 - 일제강점기와 대한민국의 교육인 이은혜. (~1980년)
- 4월 22일 - 미국의 배우, 영화제작자 에디 알버트. (~2005년)
- 4월 28일
  - 오스트리아의 수학자 쿠르트 괴델. (~1978년)
  - 독일 태생의 수학자 리하르트 라도. (~1989년)

### 5월
- 5월 2일 - 독일의 법학자 볼프강 아벤트로트. (~1985년)
- 5월 6일 - 프랑스의 수학자 앙드레 베유. (~1998년)
- 5월 8일 - 이탈리아의 영화감독 로베르토 로셀리니. (~1977년)
- 5월 13일 - 대한민국의 정치인, 소설가 유진오. (~1987년)
- 5월 14일 - 대한민국의 독립운동가 이종건. (~1960년)
- 5월 20일 - 대한민국의 기업인 조홍제. (~1984년)

### 6월
- 6월 3일 - 영국의 행정가 로버트 블랙 (~1999년)
- 6월 22일 - 미국의 영화감독, 영화제작자 빌리 와일더. (~2002년)
- 6월 29일 - 나치 독일 무장친위대의 장교 하인츠 하르멜. (~2000년)

### 7월
- 7월 2일 - 독일의 물리학자 한스 베테. (~2005년)
- 7월 7일 - 미국의 야구 선수 사첼 페이지. (~1982년)
- 7월 14일 - 미국의 배우 올리브 보든. (~1947년)
- 7월 23일 - 크로아티아계 스위스의 수상자 블라디미르 프렐로그. (~1998년)
- 7월 29일
  - 대한민국의 독립운동가 겸 학자, 서화가 전형필. (~1962년)
  - 대한민국의 정치인 김진구.

### 8월
- 8월 5일 - 미국의 영화감독 존 휴스턴. (~1997년)
- 8월 24일 - 미국의 스피드 스케이팅 선수 존 패럴. (~1994년)

### 9월
- 9월 4일 - 독일의 생물학자 막스 델브뤽. (~1981년)
- 9월 6일 - 러시아의 수학자 안드레이 티호노프. (~1993년)
- 9월 24일 - 일본의 정치인 우쓰노미야 도쿠마. (~2000년)
- 9월 25일 - 러시아의 작곡가 쇼스타코비치. (~1975년)

### 10월
- 10월 6일 - 미국의 배우 재닛 게이너. (~1984년)
- 10월 10일 - 미국의 작곡가 폴 크레스톤. (~1985년)
- 10월 14일 - 독일 출신의 정치철학자 해나 아렌트. (~1975년)

### 11월
- 11월 2일 - 이탈리아의 영화감독 루키노 비스콘티. (~1976년)
- 11월 5일 - 미국의 공군 군인 커티스 르메이. (~1990년)
- 11월 17일 - 미국의 배우 베티 브론슨. (~1971년)

### 12월
- 12월 5일 - 대한민국의 작곡가 안익태. (~1965년)
- 12월 19일 - 구 소련의 정치인 레오니트 브레즈네프. (~1982년)

### 미상
- 대한민국의 제2,5대 국회의원, 정치인 김명수. (~1986년)
- 대한민국의 법조인 김준원. (~?)
- 프랑스의 언론가 및 사회운동가 앙리 로드 존. (~1967년)

## 사망

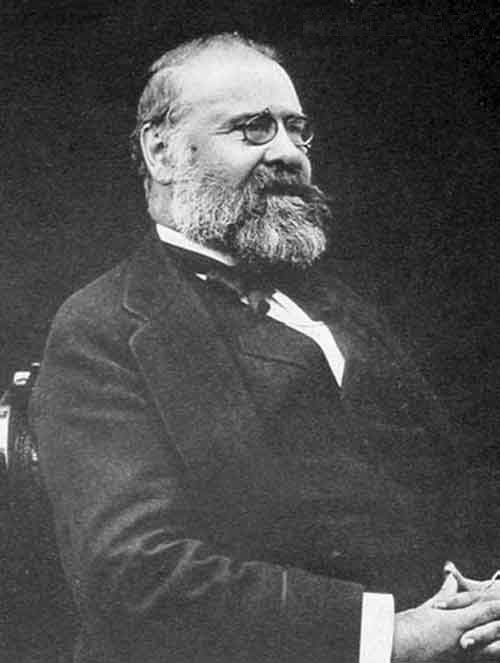
조르주 레이에

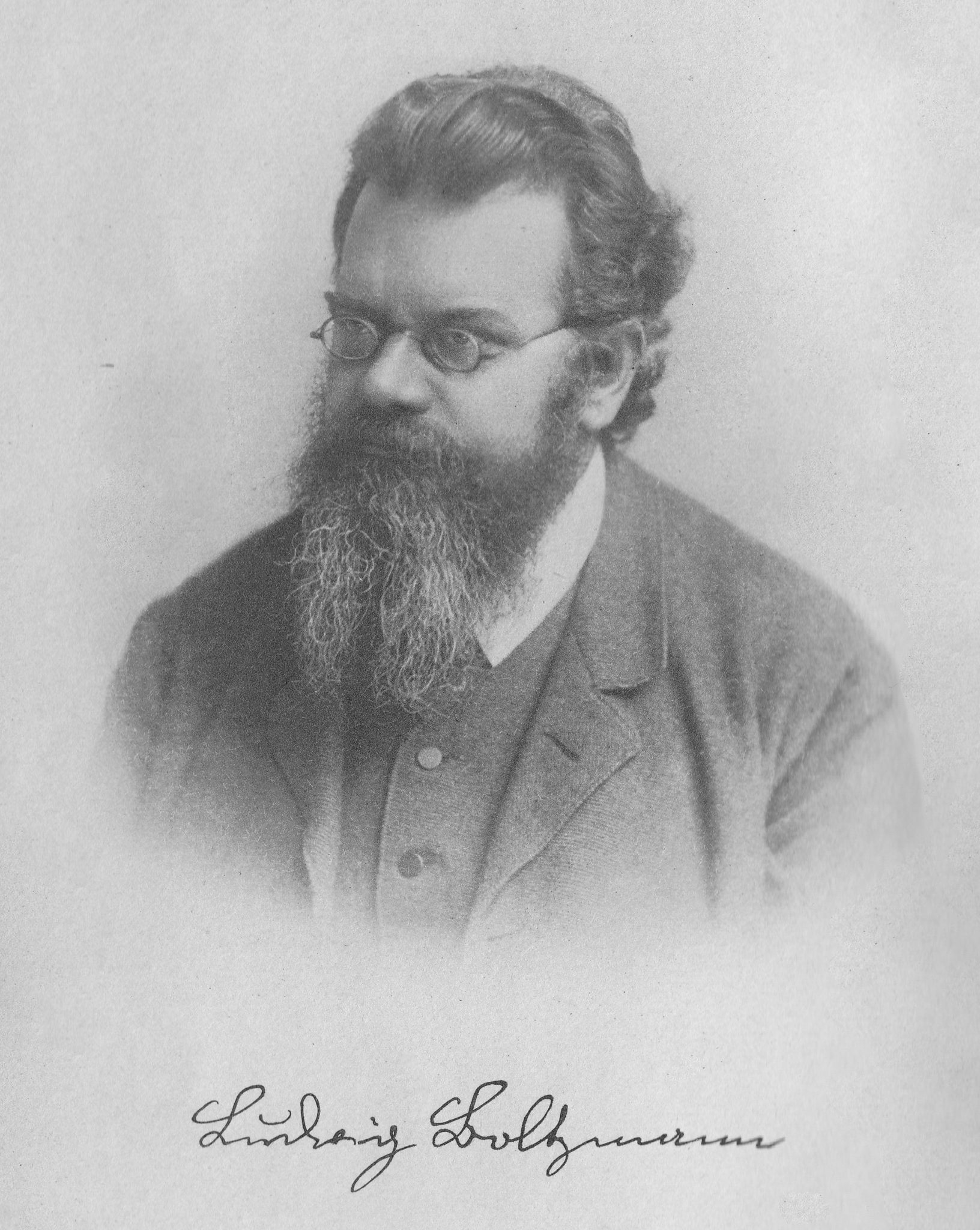
루트비히 볼츠만

- 2월 9일 - 미국의 소설가 폴 로런스 던바 (1872년~)
- 2월 25일 - 러시아의 작곡가 안톤 아렌스키. (1861년~)
- 4월 19일 - 프랑스의 물리학자, 과학자 피에르 퀴리. (1859년~)
- 5월 14일 - 독일 출신 미국의 정치인 카를 슈르츠. (1829년~)
- 5월 23일 - 노르웨이의 극작가 헨리크 입센. (1828년~)
- 6월 14일 - 프랑스의 천문학자 조르주 레이에. (1839년~)
- 7월 12일 - 스페인의 음악가 파스칼 베이가. (1842년~)
- 9월 5일 - 오스트리아의 물리학자 루트비히 볼츠만. (1844년~)
- 10월 24일 - 일본의 정치운동가 히라오카 고타로. (1851년~)

## 노벨상
- 물리학상 - 조지프 존 톰슨 (영국).
- 화학상 - 앙리 무아상 (프랑스).
- 생리학·의학상 카밀로 골지 (이탈리아) , 산티아고 라몬 이 카할 (스페인) 공동 수상.
- 평화상 - 시어도어 루스벨트 (미국).
- 문학상 - 조수에 카르두치 (이탈리아).

## 달력
| 1월 |    |    |    |    |    |    |
| 일  | 월 | 화 | 수 | 목 | 금 | 토 |
|     | 1  | 2  | 3  | 4  | 5  | 6  |
| 7   | 8  | 9  | 10 | 11 | 12 | 13 |
| 14  | 15 | 16 | 17 | 18 | 19 | 20 |
| 21  | 22 | 23 | 24 | 25 | 26 | 27 |
| 28  | 29 | 30 | 31 |    |    |    |

| 2월 |    |    |    |    |    |    |
| 일  | 월 | 화 | 수 | 목 | 금 | 토 |
|     |    |    |    | 1  | 2  | 3  |
| 4   | 5  | 6  | 7  | 8  | 9  | 10 |
| 11  | 12 | 13 | 14 | 15 | 16 | 17 |
| 18  | 19 | 20 | 21 | 22 | 23 | 24 |
| 25  | 26 | 27 | 28 |    |    |    |

| 3월 |    |    |    |    |    |    |
| 일  | 월 | 화 | 수 | 목 | 금 | 토 |
|     |    |    |    | 1  | 2  | 3  |
| 4   | 5  | 6  | 7  | 8  | 9  | 10 |
| 11  | 12 | 13 | 14 | 15 | 16 | 17 |
| 18  | 19 | 20 | 21 | 22 | 23 | 24 |
| 25  | 26 | 27 | 28 | 29 | 30 | 31 |

| 4월 |    |    |    |    |    |    |
| 일  | 월 | 화 | 수 | 목 | 금 | 토 |
| 1   | 2  | 3  | 4  | 5  | 6  | 7  |
| 8   | 9  | 10 | 11 | 12 | 13 | 14 |
| 15  | 16 | 17 | 18 | 19 | 20 | 21 |
| 22  | 23 | 24 | 25 | 26 | 27 | 28 |
| 29  | 30 |    |    |    |    |    |

| 5월 |    |    |    |    |    |    |
| 일  | 월 | 화 | 수 | 목 | 금 | 토 |
|     |    | 1  | 2  | 3  | 4  | 5  |
| 6   | 7  | 8  | 9  | 10 | 11 | 12 |
| 13  | 14 | 15 | 16 | 17 | 18 | 19 |
| 20  | 21 | 22 | 23 | 24 | 25 | 26 |
| 27  | 28 | 29 | 30 | 31 |    |    |

| 6월 |    |    |    |    |    |    |
| 일  | 월 | 화 | 수 | 목 | 금 | 토 |
|     |    |    |    |    | 1  | 2  |
| 3   | 4  | 5  | 6  | 7  | 8  | 9  |
| 10  | 11 | 12 | 13 | 14 | 15 | 16 |
| 17  | 18 | 19 | 20 | 21 | 22 | 23 |
| 24  | 25 | 26 | 27 | 28 | 29 | 30 |

| 7월 |    |    |    |    |    |    |
| 일  | 월 | 화 | 수 | 목 | 금 | 토 |
| 1   | 2  | 3  | 4  | 5  | 6  | 7  |
| 8   | 9  | 10 | 11 | 12 | 13 | 14 |
| 15  | 16 | 17 | 18 | 19 | 20 | 21 |
| 22  | 23 | 24 | 25 | 26 | 27 | 28 |
| 29  | 30 | 31 |    |    |    |    |

| 8월 |    |    |    |    |    |    |
| 일  | 월 | 화 | 수 | 목 | 금 | 토 |
|     |    |    | 1  | 2  | 3  | 4  |
| 5   | 6  | 7  | 8  | 9  | 10 | 11 |
| 12  | 13 | 14 | 15 | 16 | 17 | 18 |
| 19  | 20 | 21 | 22 | 23 | 24 | 25 |
| 26  | 27 | 28 | 29 | 30 | 31 |    |

| 9월 |    |    |    |    |    |    |
| 일  | 월 | 화 | 수 | 목 | 금 | 토 |
|     |    |    |    |    |    | 1  |
| 2   | 3  | 4  | 5  | 6  | 7  | 8  |
| 9   | 10 | 11 | 12 | 13 | 14 | 15 |
| 16  | 17 | 18 | 19 | 20 | 21 | 22 |
| 23  | 24 | 25 | 26 | 27 | 28 | 29 |
| 30  |    |    |    |    |    |    |

| 10월 |    |    |    |    |    |    |
| 일   | 월 | 화 | 수 | 목 | 금 | 토 |
|      | 1  | 2  | 3  | 4  | 5  | 6  |
| 7    | 8  | 9  | 10 | 11 | 12 | 13 |
| 14   | 15 | 16 | 17 | 18 | 19 | 20 |
| 21   | 22 | 23 | 24 | 25 | 26 | 27 |
| 28   | 29 | 30 | 31 |    |    |    |

| 11월 |    |    |    |    |    |    |
| 일   | 월 | 화 | 수 | 목 | 금 | 토 |
|      |    |    |    | 1  | 2  | 3  |
| 4    | 5  | 6  | 7  | 8  | 9  | 10 |
| 11   | 12 | 13 | 14 | 15 | 16 | 17 |
| 18   | 19 | 20 | 21 | 22 | 23 | 24 |
| 25   | 26 | 27 | 28 | 29 | 30 |    |

| 12월 |    |    |    |    |    |    |
| 일   | 월 | 화 | 수 | 목 | 금 | 토 |
|      |    |    |    |    |    | 1  |
| 2    | 3  | 4  | 5  | 6  | 7  | 8  |
| 9    | 10 | 11 | 12 | 13 | 14 | 15 |
| 16   | 17 | 18 | 19 | 20 | 21 | 22 |
| 23   | 24 | 25 | 26 | 27 | 28 | 29 |
| 30   | 31 |    |    |    |    |    |

### 음양력 대조 일람
| 음력월 | 월건 | 대소 | 음력 1일의 양력 월일 | 음력 1일 간지 |
| ------ | ---- | ---- | -------------------- | ------------- |
| 1월    | 경인 | 소   | 1월 25일             | 기사          |
| 2월    | 신묘 | 대   | 2월 23일             | 무술          |
| 3월    | 임진 | 대   | 3월 25일             | 무진          |
| 4월    | 계사 | 소   | 4월 24일             | 무술          |
| 윤4월  |      | 대   | 5월 23일             | 정묘          |
| 5월    | 갑오 | 소   | 6월 22일             | 정유          |
| 6월    | 을미 | 대   | 7월 21일             | 병인          |
| 7월    | 병신 | 소   | 8월 20일             | 병신          |
| 8월    | 정유 | 대   | 9월 18일             | 을축          |
| 9월    | 무술 | 소   | 10월 18일            | 을미          |
| 10월   | 기해 | 대   | 11월 16일            | 갑자          |
| 11월   | 경자 | 소   | 12월 16일            | 갑오          |
| 12월   | 신축 | 대   | 1907년 1월 14일      | 계해          |